# جوليان لافي
جوليان لافي (بالإنجليزية: Julien Levy)‏ هو تاجر أعمال فنية أمريكي، ولد في 22 يناير 1906 في نيويورك في الولايات المتحدة، وتوفي في 10 فبراير 1981 في نيو هيفن في الولايات المتحدة.

## وصلات خارجية
- جوليان لافي على موقع IMDb (الإنجليزية)
- جوليان لافي على موقع الموسوعة البريطانية (الإنجليزية)
- جوليان لافي على موقع الموسوعة البريطانية (الإنجليزية)